# Tepe Šemšara
Tepe Šemšara nebo pouze Šemšara je archeologická lokalita v Iráckém Kurdistánu při hranicích s Íránem. Je významným nalezištěm chassunské kultury z mladého neolitu.
Oblast, k níž patří Šemšara, byla obydlena nejpozději v raném neolitu, tj. někdy od počátku 8. tisíciletí př. n. l. Vedle Kal'at Džarma je nejvýznamnějším místem džarmské kultury. Džarmo i Šemšara jsou v této době vesnice s obdélníkovými domy ze sušené hlíny (taufu) o více místnostech. Lidé zde znají pšenici dvojzrnku i jednozrnku, chovají kozu domácí, základem opatřování potravy však zůstává lov divokých zvířat a sběr (pistácie, hlemýždi). Doklady lovu jsou kamenné lunuly, trapézy a trojúhelníky, o počátcích pěstování obilí svědčí srpové čepelky a zrnotěrky.
Starý neolit (asi 5990 ± 150 let př. n. l.) je v Šemšaře doložen ve jediné vrstvě. Podíl zemědělské výroby již mírně převažuje nad sběrem a lovem. Toto období je v Přední Asii velmi krátké, vyznačuje se vynálezem dosud velmi primitivní keramiky.   
Za mladého neolitu se v Tepe Šemšara objevuje ve vrstvách 14 a 15 kultura chassunská. Po ní již dochází k přechodu k starému chalkolitu v kultuře samarrské, která je zde dokumentována vrstvami 13–11. 
V historické době (2. tisíciletí př. n. l.) je Šemšara osídlena Churrity. Její oblast patří k okrajovým územím Staroasyrské říše a bylo jí poplatné. Že šlo o významné středisko, o tom svědčí významný klínopisný archív, který tu byl z asyrského období objeven. Tento archív patří k základním pramenům pro zkoumání dějin nejstarší Asýrie. Výzkumy archívu v Tell Šemšaře se zabýval dánský archeolog Jorgen Laessoe. Vykopávky zde podnikla v létě roku 1957 dánská expedice Dokan. Později se oblast Šemšary stala součástí říše Mitanni.